# Santoyo
Santoyo – gmina w Hiszpanii, w prowincji Palencia, w Kastylii i León, o powierzchni 34,69 km². W 2011 roku gmina liczyła 241 mieszkańców.